# Paradrillia melvilli
Paradrillia melvilli is een slakkensoort uit de familie van de Horaiclavidae. De wetenschappelijke naam van de soort is voor het eerst geldig gepubliceerd in 1969 door Powell.